# Pervaz

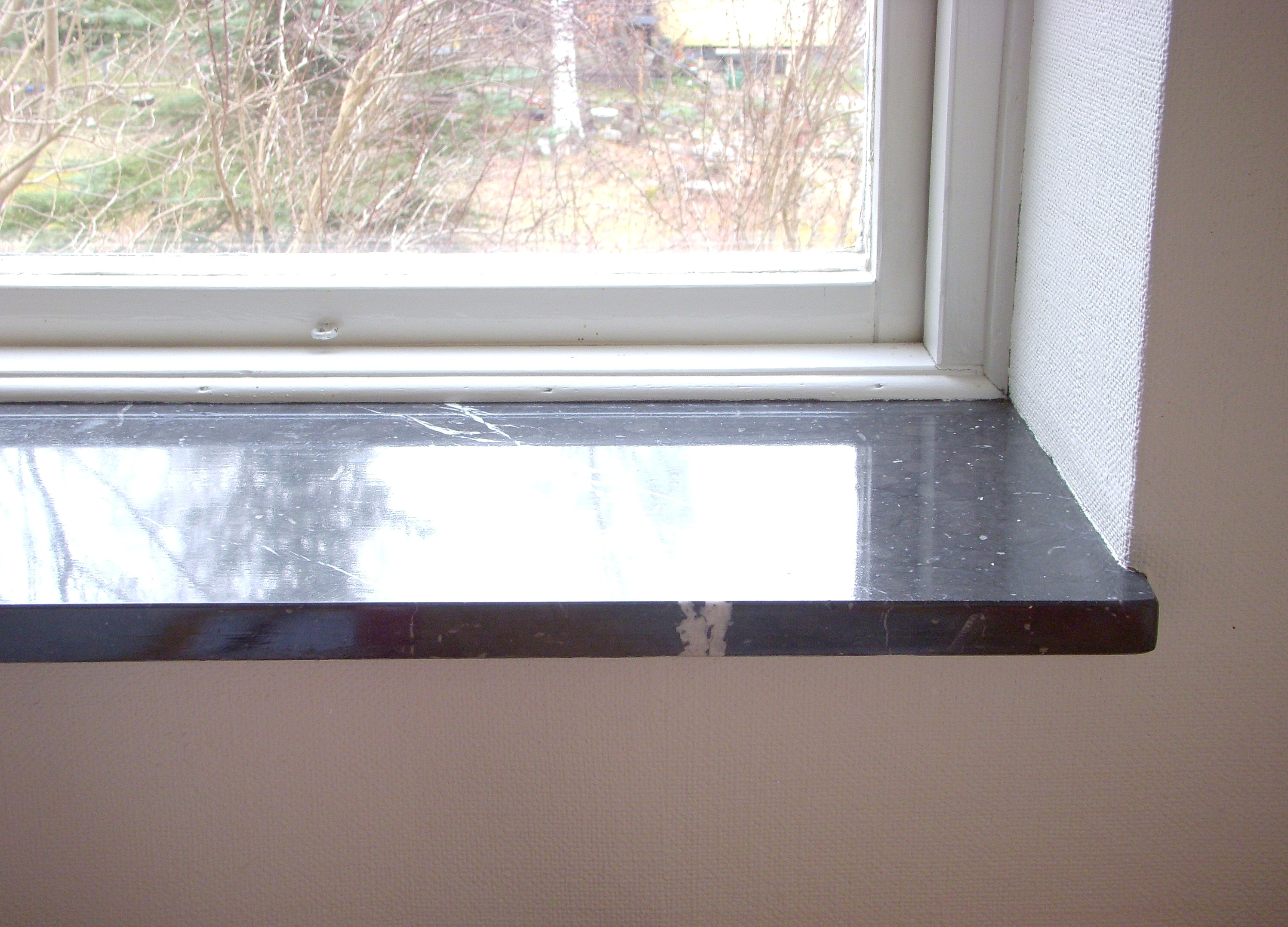
Pervaz

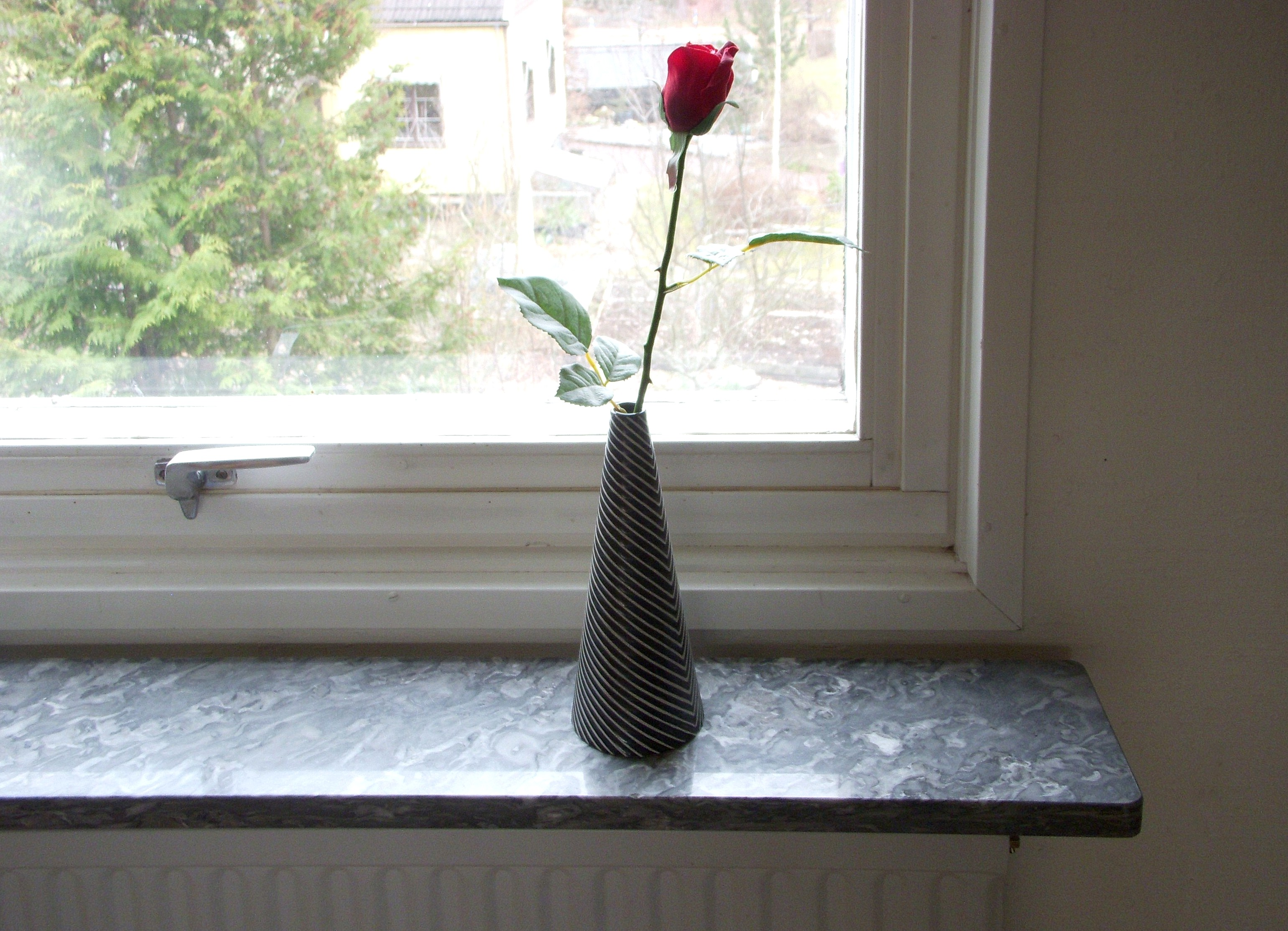
O vază cu o floare în ea, pe un pervaz

Pervazul este un cadru de scândură care acoperă rostul dintre perete și tocul unei uși sau al unei ferestre. Uzual, pervazul desemnează mai ales partea de jos a tocului unei ferestre, confecționată din lemn, marmură, granit,  plastic sau PVC, și, care, în mod tradițional poate fi utilizat și în calitate de suport pentru vaze cu flori.